# Third Degree (Flying Colors)
Third Degree is het derde studioalbum van de Amerikaanse supergroep Flying Colors. Het album kwam uit op 4 oktober 2019.

## Inleiding
Het album werd pas vijf jaar na Second Nature uitgebracht. Dat terwijl de eerste stappen richting dit album al in december 2016 werden genomen. In de studio van Steve Morse werden al zeven van de negen liedjes geschreven. Echter daarna kwam het project stil te liggen mede vanwege drukke werkzaamheden van de aparte bandleden, vooral Neal Morse is een druk bezet musicus. Rond december 2018 werd een doorstart met album gemaakt toen muzikaal koppel Neal Morse en Mike Portnoy de draad weer oppakten in Morse’s eigen geluidsstudio in Nashville (Tennessee). Deels vonden opnamen ook plaats in The Ice Cream Factory in Austin (Texas). Aan Rich Mouser, bekend van zijn werk voor Spock's Beard de taak om alles samen te brengen in zijn "The Mouse House" in Los Angeles. 

## Platenhoes
Er kwam nog een binding met Spock's Beard, de oude groep van Neal Morse; Thomas Ewerhard ontwierp de platenhoes. In dat ontwerp in een weergave te zien van het beeld Blown away van Jim Bond dat terugvoert op de reis van Ernest Shackleton naar Antarctica. Een mens probeert met stevige tegenwind (letterlijk en figuurlijk) verder te komen. Op de hoes is het vertaald naar een mens die het laatste teken van III overeind probeert te houden. Dat is wellicht een verwijzing van orkaan Harvey, die onder andere Austin (woonplaats Casey McPherson) en Nederland teisterde in 2017. McPherson omschreef het in You Are Not Alone ("Hurricane impossible").

## Musici
- Casey McPherson - zang, slaggitaar
- Neal Morse - toetsinstrumenten, zang
- Mike Portnoy - drumstel, zang
- Steve Morse – (slag-)gitaar
- Dave LaRue – bas

Met
- Chris Carmichael – strijkarrangementen en strijkinstrumenten op alle tracks behalve Guardian en Last Train Home
- Thomas Cuce – geklap op Love Letter (hij was geluidstechnicus bij de originele opnamen)

## Muziek
Het album kwam in diverse versies uit, waaronder elpee, enkele compact disc, een dubbele compact disc in boxje etc.
Alle nummers geschreven door Flying Colors

| Nr. | Titel             | Duur  |
| --- | ----------------- | ----- |
| 1.  | The Loss Inside   | 5:51  |
| 2.  | More              | 7:10  |
| 3.  | Cadence           | 7:40  |
| 4.  | Guardian          | 7:11  |
| 5.  | Last Train Home   | 10:32 |
| 6.  | Geronimo          | 5:20  |
| 7.  | You Are Not Alone | 6:22  |
| 8.  | Love Letter       | 5:10  |
| 9.  | Crawl             | 11:14 |

| Nr. | Titel               | Duur  |
| --- | ------------------- | ----- |
| 1.  | Waiting for the Sun | 8:55  |
| 2.  | Gereonimo           | 5:19  |
| 3.  | You Are Not Alone   | 4:21  |
| 4.  | Love Letter         | 5:12  |
| 5.  | Last Train Home     | 11:17 |
| 6.  | Crawl               | 7:49  |

## Nasleep
De recensenten vonden wederom een mengeling van popgerichte muziek met invloeden van de progressieve rock (Last Train Home en Crawl). Zo werden de musici beïnvloed door The Beach Boys (in de samenzang), The Beatles (beide in Love Letter), maar ook Steely Dan (Geronimo), Genesis en Muse (More) etc. De promotieconcerten (waaronder 13 december 2019 in 013 in Tilburg, resulteerden in Third Stage: Live in London (2020). Daarna werd het opnieuw stil rondom de band (gegevens 1 september 2023).
LaRue verklaarde de titel Third Degree als teken van de geleidelijke ontwikkeling van de band, maar ook meer naar een bandgevoel. Hij constateerde dat mede doordat hij nummers van vorige albums moest instuderen voor de tournee. Voor het album zelf constateerde hij dat het componeren van de nummers binnen de groep makkelijker ging. Alle leden kwamen met ideeën, dat ineen gesmeed werden door de anderen. LaRue kwam ook met de mededeling dat er ten tijde van de uitgifte van het album al plannen waren voor de opvolger; het zou zeker niet weer vijf jaar duren. De coronapandemie gooide roet in het eten; een opvolger was in najaar 2023 nog niet uitgebracht of aangekondigd.